# Uallach ingen Muinecháin
Uallach ingen Muinechain (morta l'any 934) va ser una poetessa irlandesa i Ollamh Érenn, de la Irlanda celta. El càrrec d'Ollamh Érenn, o Cap Ollam (literalment 'el més gran') d'Irlanda, era un títol professional que feia referència a un bard o poeta de literatura i història. Tots els caps de tribu tenien un i el Cap Ollam d'una província, tenia al seu càrrec tots els ollams d'aquesta província i socialment era equivalent a un rei provincial.
Uallach era de la península de Corca Dhuibhne al Comtat de Kerry, i va ser descrita com una banfhile (poetessa) a Irlanda al seu necrologi als Annals d'Inisfallen. Es notable la pràcticament nul·la presència de poetesses a les fonts gaèliques, i no es coneix pràcticament res de la seva vida o la seva obra.